# Fritz Freiherr Marschall von Bieberstein
Fritz Adolf Hans Freiherr Marschall von Bieberstein (* 11. April 1883 in Karlsruhe; † 17. Oktober 1939 in Freiburg im Breisgau) war ein deutscher Staatsrechtslehrer.

## Leben
Fritz Marschall von Bieberstein war der Sohn des großherzoglich badischen Außenministers Adolf Marschall von Bieberstein, der ein Sohn des gleichnamigen badischen Innenministers Adolf Marschall von Bieberstein war.
Nach einem Studium der Rechtswissenschaft, Nationalökonomie und Philosophie an den Universitäten Genf, Berlin, München und Heidelberg absolvierte Marschall von Bieberstein 1905 die erste und 1910 die zweite juristische Staatsprüfung. Er wurde an der Universität Heidelberg bei Gerhard Anschütz promoviert, der 1912 auch seine Habilitation in Berlin betreute. 1913 wurde er außerordentlicher Professor an der Universität Halle und 1915 als Nachfolger von Rudolf Smend an die Eberhard Karls Universität Tübingen berufen. Nach Kriegsdienst und Gefangenschaft nahm er 1919 seine Lehrtätigkeit wieder auf und wechselte 1920 an die Albert-Ludwigs-Universität Freiburg im Breisgau. 1934 wurde er Mitglied im NS-Rechtswahrerbund. 1939 erhielt er eine ordentliche Professur in Freiburg im Breisgau.
Er hatte 1927 in Freiburg Nora Kübler geheiratet, 1894 geborene Tochter des kaiserlichen Regimentsrats und Oberstabsarztes Paul Kübler und der Dorette Elmira geb. Malcolm aus schottischer Gentry, eine Tochter von George John Malcolm und Enkelin des schottischen Vizeadmirals Sir Charles Malcolm und Großnichte des britischen Botschafters Sir John Malcolm sowie des Admirals Sir Pulteney Malcolm. Dieser Ehe entstammte der Rechtsprofessor Wolfgang Freiherr Marschall von Bieberstein, der Vater des Journalisten Christoph von Marschall.

## Veröffentlichungen
- Armeebefehl und Armeeverordnung in der staatsrechtlichen Theorie des 19. Jahrhunderts, Unger, Berlin 1910 (zugleich: jur. Diss. Univ. Heidelberg).
- Verantwortlichkeit und Gegenzeichnung bei Anordnungen des obersten Kriegsherrn. Studie zum deutschen Staatsrecht, Vahlen, Berlin 1911 (zugleich: Habilitationsschrift Univ. Berlin).
- Die Sparpflicht für Minderjährige und die Wohnungsfrage. Ein Versuch ihrer Lösung, G. Fischer, Jena 1914.
- Verfassungsrechtliche Reichsgesetze und wichtige Verordnungen. Systematisch zusammengestellt und mit Verweisungen und Sachregister versehen. Bensheimer Verlag, Mannheim 1924, 2. Aufl. 1929.